# ارنست کورتیوس
ارنست کورتیوس (آلمانی: Ernst Curtius؛ ۲ سپتامبر ۱۸۱۴ – ۱۱ ژوئیهٔ ۱۸۹۶) یک دانشمند در زمینه باستان‌شناسی اهل آلمان بود.